# Helena Porębska

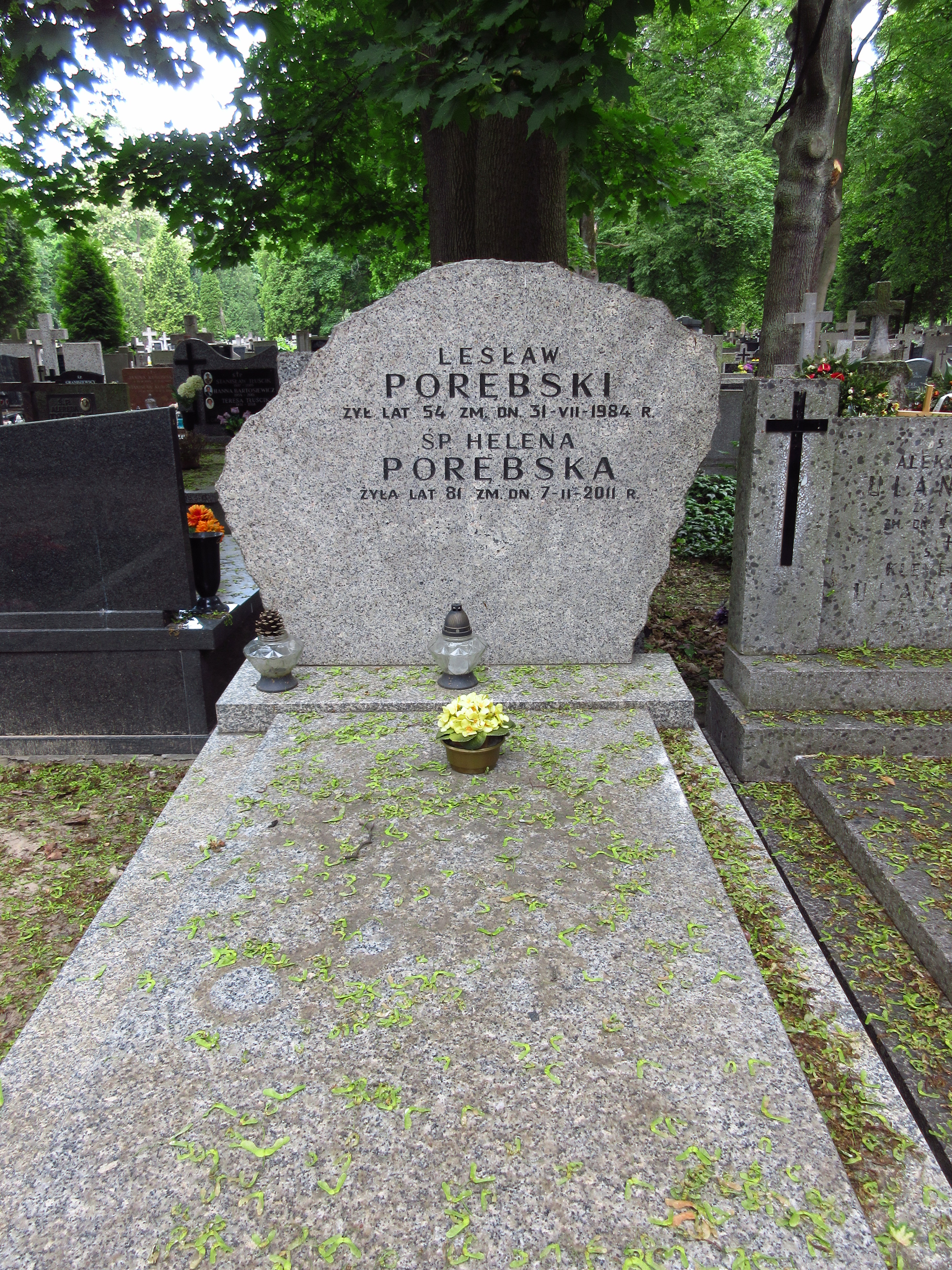
Grób Haliny Porębskiej na cmentarzu Bródnowskim

Helena Porębska (ur. 2 stycznia 1930, zm. 7 lutego 2011 w Warszawie) – polska reżyser montażu filmów dokumentalnych. 
Ukończyła studia Państwowej Wyższej Szkole Teatralnej i Filmowej w Łodzi, a następnie związała się zawodowo z warszawską Wytwórnią Filmów Dokumentalnych i Filmowych i Agencją Intrepress-Film. Wielokrotnie otrzymywała nagrody i wyróżnienia m.in. na festiwalu w Santiago, Oberhausen i Vancouver. Należała do Stowarzyszenia Filmowców Polskich. Pochowana na cmentarzu Bródnowskim (kwatera 63B-1-11).

## Filmografia
- "Ten trzeci" /1958/;
- "Piąte przez dziesiąte" /1958/;
- "Duży ruchliwy dom" /1958/
- "Stal" /1959/;
- "Huta 1959" /1959/;
- "Dom bez słońca" /1959/;
- "W górach Etiopii" /1969/;
- "Na drogach Etiopii" /1969/;
- "Na polach Etiopii" /1970/;
- "W kraju nad błotnistą rzeką" /1975/;
- "77 mil na północ od równika" /1976/;
- "Sceny z życia kobiety malezyjskiej" /1977/;
- "Na malajskim wybrzeżu" /1978/;
- "Melaka - pani malezyjskich cieśnin" /1978/;
- "Prymas Tysiąclecia" /1981/;
- "Kraków" /1984/;
- "Janusz Kusociński" /1985/;
- "Mohendżo-Daro" /1987/;
- "Przestrzenie" /1988/;
- "Z rzeczywistości" /1989/;
- "Struktura człowieka" /1989/;
- "Lahaul" /1991/;
- "Anton" /1991/.